# 北滩 (巴西)
北滩是巴西托坎廷斯州的一个市镇。总面积289.052平方公里，总人口7060人，人口密度24.4人/平方公里。